# Prini Lorez
José Gagliardi Jr., mais conhecido como Prini Lorez (São Paulo, 8 de maio de 1942 – São Paulo, 23 de setembro de 2020) foi um cantor, compositor e ex-futebolista brasileiro. Prini fez parte do programa Jovem Guarda, na TV Record. Após participar dos grupos The Rebels e The Avalons, tornou-se o cover brasileiro do cantor americano Trini Lopez.
Prini morreu aos 78 anos em 23 de setembro de 2020, após sofrer duas paradas cardíacas, apenas um mês após a morte de Trini Lopez.

## Discografia
Fonte:
- "What I'd Say" / "I Just Wanna Make Love" (1962, 78 RPM)
- "A Menina dos Meus Olhos" / "Último Amor" (1962, 78 RPM)
- "Menina dos Sonhos Meus" / "Último Amor" (1963, 78 RPM)
- Prini Lorez (1964, long-play)
- "La Raspa" / "Cielito Lindo" (1964, compacto simples)
- "La Bamba" / "Walk Right In" (1964, compacto simples)
- "America" / "If I Had a Hammer" (1964, compacto simples)
- "It Wouldn't Happen With Me" / "Oh Lonesome Me" (1965, compacto simples)